# Yadis
Yadis is de afkorting voor Yet Another Distributed Identity System. Het is een opensourceprotocol dat gehanteerd kan worden om een gedistribueerd identity management systeem te ontwikkelen of implementeren. 

## Kenmerk
Binnen Yadis wordt een kenmerk als een URL als identificatiekenmerk toegepast. Ook een i-name kan als zodanig fungeren.

## Ontwikkeling
Yadis is ontwikkeld door de ontwikkelaars van Light-Weight Identity (LID) en OpenID. Inmiddels is het overgenomen door het XRI technical committee van OASIS, dat ook de i-names identificatie standaard heeft ontwikkeld.
Het protocol is zodanig opgezet dat er weinig overhead bestaat, waardoor efficiency gewaarborgd is. Diverse open standaarden en open source programma's, kunnen al gebruikmaken van Yadis, bijvoorbeeld OpenID en A-Select (dat onder meer door surfnet wordt ingezet). Ook zal het meer en meer als interface tussen andere systemen en platformen worden ingezet.